# Dyscia theodoraria
Dyscia theodoraria är en fjärilsart som beskrevs av Warnecke 1941. Dyscia theodoraria ingår i släktet Dyscia och familjen mätare. Inga underarter finns listade i Catalogue of Life.